# CISV

CISV-Logo (bis 2006)

CISV International (ehemals englisch Children's International Summer Villages) ist eine nichtpolitische, nichtreligiöse Non-Profit-Organisation für internationale Kinder- und Jugendbegegnungen.

## Geschichte
Die Organisation wurde 1950 von der US-amerikanischen Psychologin Doris Allen gegründet, 1951 fand das erste Village in Cincinnati statt, an dem auch eine deutsche Delegation aus Hamburg teilnahm. Nur 4 Jahre später fand in Lütjensee bei Hamburg das erste deutsche Village statt. Seither haben über 300.000 Kinder und Jugendliche an mehr als 7.000 internationalen Programmen teilgenommen. In den Zeiten des Kalten Krieges war CISV eine der wenigen Jugendorganisationen, die Teilnehmer aus beiden Blöcken in ihren Camps hatte. 1979 wurde Doris Allen für den Friedensnobelpreis vorgeschlagen.
Neben Villages wurden im Laufe der Jahre weitere Programme für Jugendliche und Erwachsene entwickelt: Das Austauschprogramm Interchange fand zwischen 1961 und 2024 statt, Step Ups (ehem. Summercamps) für 14- oder 15-jährige seit 1985. Aus den organisierten Wiederbegegnungen von Campkindern entwickelte sich das Seminar Camp. Youth Meeting, und Mosaic sind die neuesten Programme der Organisation. Zwischenzeitlich gab es noch das International People’s Projekt (IPP) für erwachsene Teilnehmer. 

## Ziele
Die Vereinigung setzt sich für Toleranz, interkulturelle Kommunikation, Friedenserziehung und den Abbau von Vorurteilen ein. Eine Besonderheit des CISV ist es, die Friedenserziehung mit Kindern bereits im Alter von elf Jahren zu beginnen. In diesem Alter sind diese noch offen für eine unbefangene Begegnung mit Gleichaltrigen aus anderen Kulturkreisen, gleichzeitig aber schon fähig, sich für einen begrenzten Zeitraum vom Elternhaus zu lösen. Neben dem Respekt für andere Kulturen, Weltanschauungen und Meinungen baut die Organisation in den Programmen auf Eigenverantwortung und Engagement, Kooperation und Teamarbeit sowie ein Bewusstsein für die gesellschaftlichen Probleme unserer Zeit.

## Programme
CISV veranstaltet Programme für Kinder, Jugendliche und Erwachsene auf lokaler, nationaler und internationaler Ebene. Einige dieser Programme sind:
- Das Village für 11-Jährige

ist ein vierwöchiges Programm mit Teilnehmern aus zehn bis zwölf Nationen, die in Delegationen zu je zwei Jungen und zwei Mädchen anreisen. Die Begleiter sind für die Gestaltung der Aktivitäten verantwortlich. Die JC's (Junior Counselor, 16/17) helfen ihnen dabei und dienen als Bindeglied zwischen Erwachsenen und Kindern.
- Das Step Up (bis 2012 Summer Camp) für 14- oder 15-Jährige (gestaffelt)

ist ein dreiwöchiges Programm. Die Teilnehmer gestalten ihren Tagesablauf und ihre Aktivitäten teilweise selbst.
- Das Youth Meeting für 12-13-jährige

dauert 8 oder 15 Tage und findet zu Ostern, im Sommer oder auch im Winter statt. Je nach Altersstufe liegt der Fokus mehr auf Spielen oder Diskussionen zu einem bestimmten Thema.
- Das Seminar Camp für 16- bis 17-Jährige

Im Seminarcamp diskutieren die Teilnehmer zu einem bestimmten Thema. Besonderes Augenmerk wird auf die kulturellen und nationalen Unterschiede gelegt.
- Interchange (Austauschprogramm) für 14- bis 15-Jährige (1961 bis 2024)[10]

Das Interchange ist ein Austauschprogramm zwischen zwei Nationen. Im Vordergrund steht das intensive Kennenlernen einer anderen Kultur im Kreis der Familie des Austauschkindes. Der Rückbesuch findet entweder im gleichen oder darauffolgenden Sommer statt.
- International People’s Project für Erwachsene (19+ Jahre)

Beim International People’s Project (IPP) kooperierte CISV mit einer Partnerorganisation. Je nach Partner standen verschiedene Themen im Vordergrund (Umwelt, Geschichte, Flüchtlinge etc.), wobei die Teilnehmer sowohl bei der Partnerorganisation mitarbeiteten, als auch in der Gruppe zum Thema diskutierten. Das IPP wurde 2021 eingestellt.
Abseits der internationalen Aktivitäten finden auf lokaler und nationaler Ebene auch noch statt:
- Mosaic (keine Altersbegrenzung)

Mosaic ist ein CISV-Programm, in dem das Chapter auf lokaler Ebene mit anderen Organisationen zusammenarbeitet um Friedenserziehung (CISV Educational Circle) und Eigeninitiative zu fördern bzw. zu ermöglichen. Mosaic findet im Rahmen von Projekten von unterschiedlicher Dauer statt (jedes Projekt beinhaltet die drei Phasen Entdecken, Verstehen und Handeln). Die Zielgruppe ist von Projekt zu Projekt variabel.
- Junior Branch - Aktivitäten (Aktivitäten der 15- bis 25-Jährigen)[12]

Zurzeit ist CISV in über 60 Ländern vertreten, jedes Jahr nehmen mehrere Tausend Kinder und Begleitpersonen an den Programmen teil. CISV kooperiert dabei mit diversen Dachorganisationen, wie zum Beispiel der UNICEF. CISV International hat beratenden Status beim Europarat und betreibt operational relations mit der UNESCO.

## Galerie

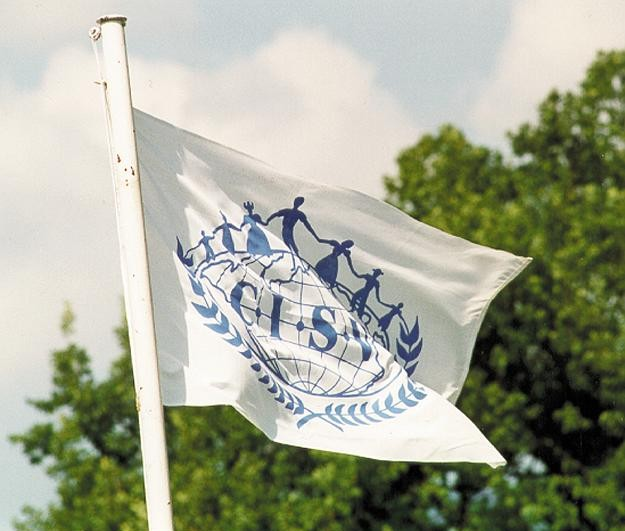
CISV Flag
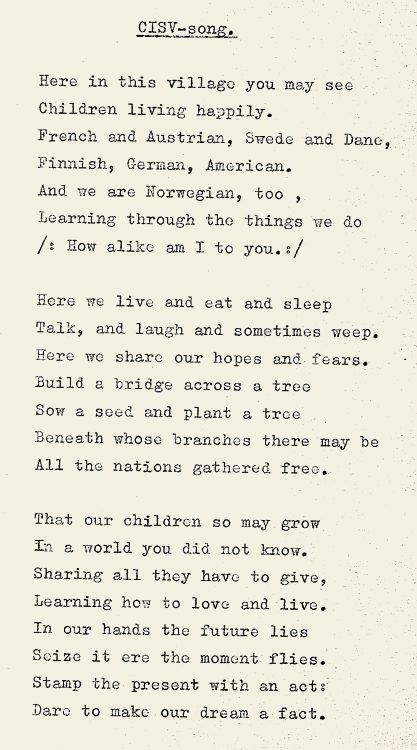
CISV Song
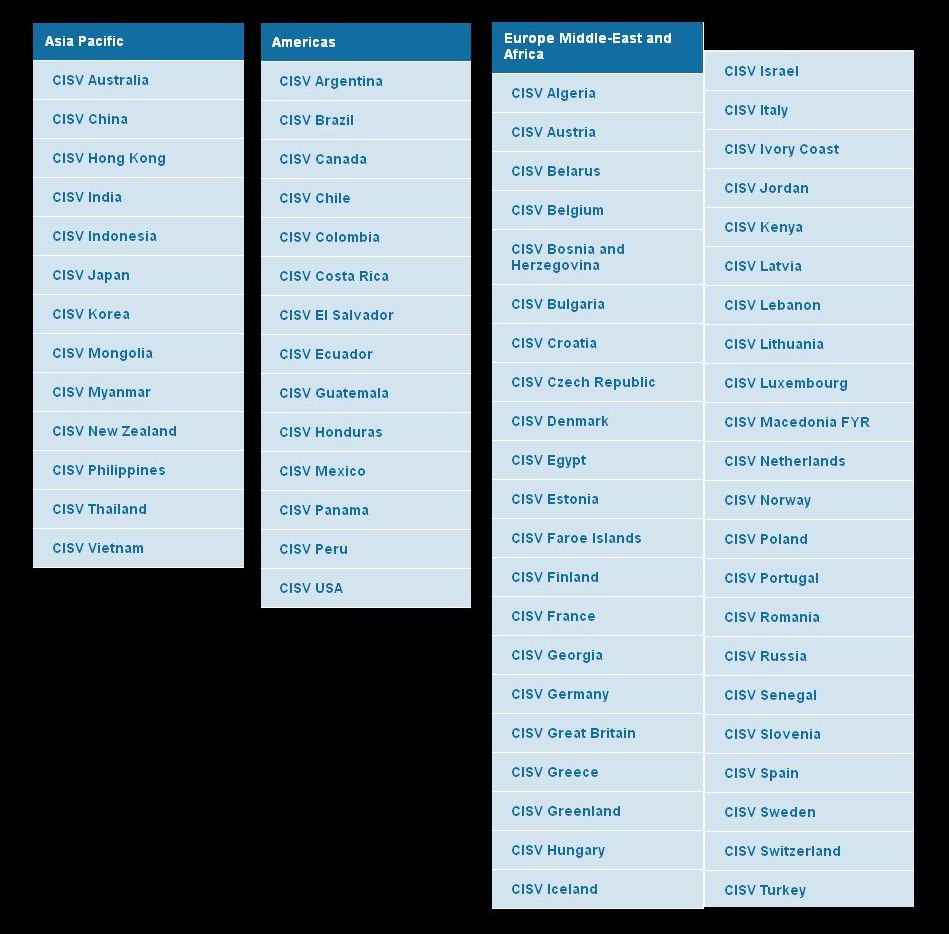
70 Länder
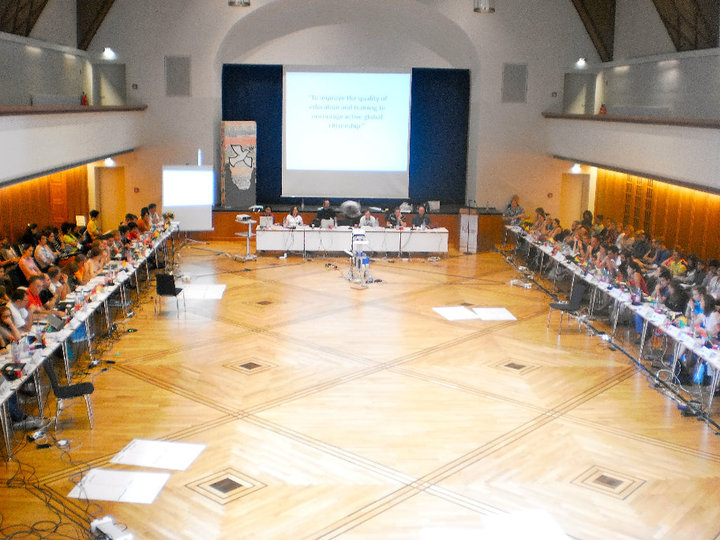
Board of Trustees in session AIM 2010
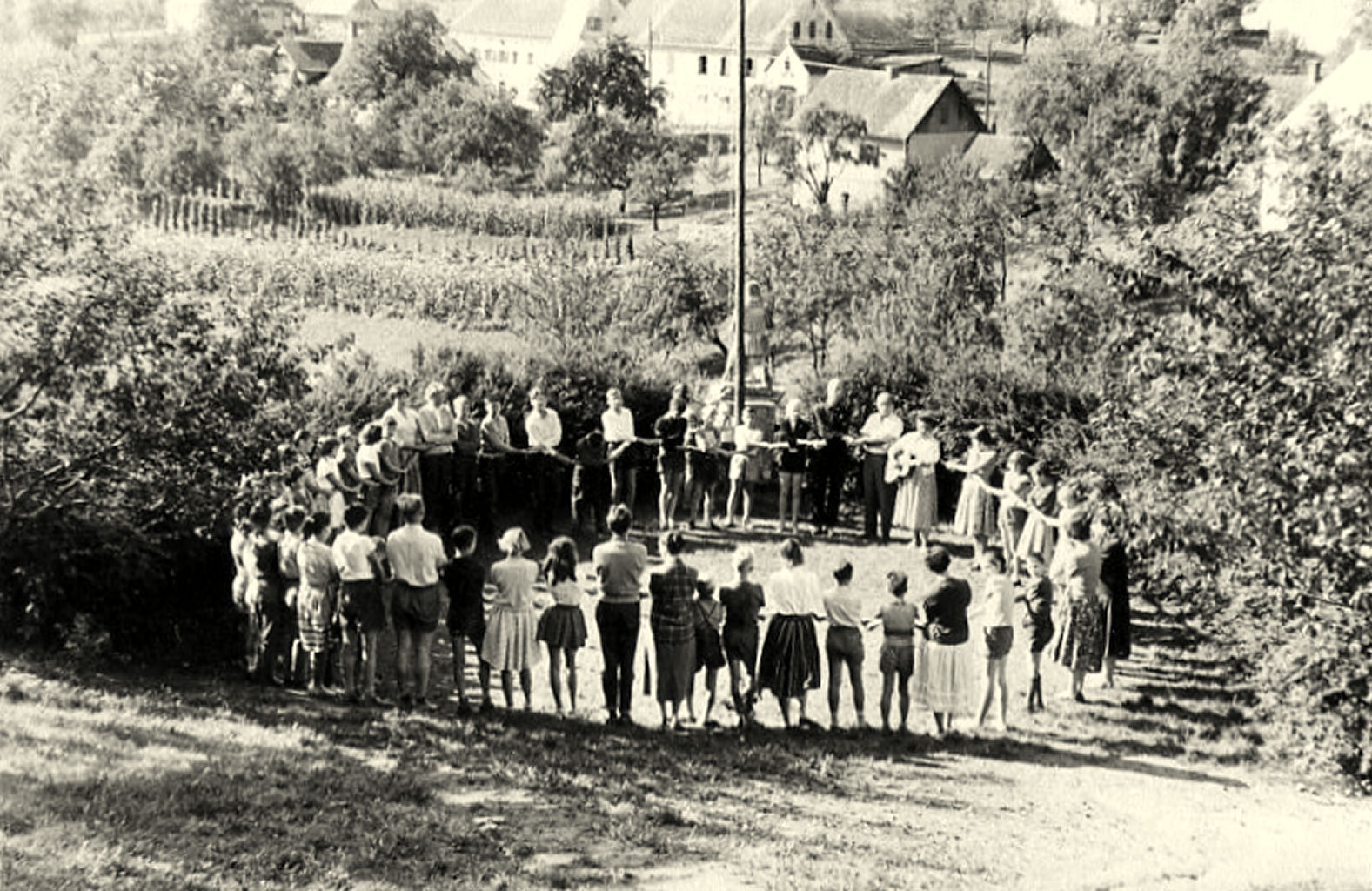
CISV Österreich 1958
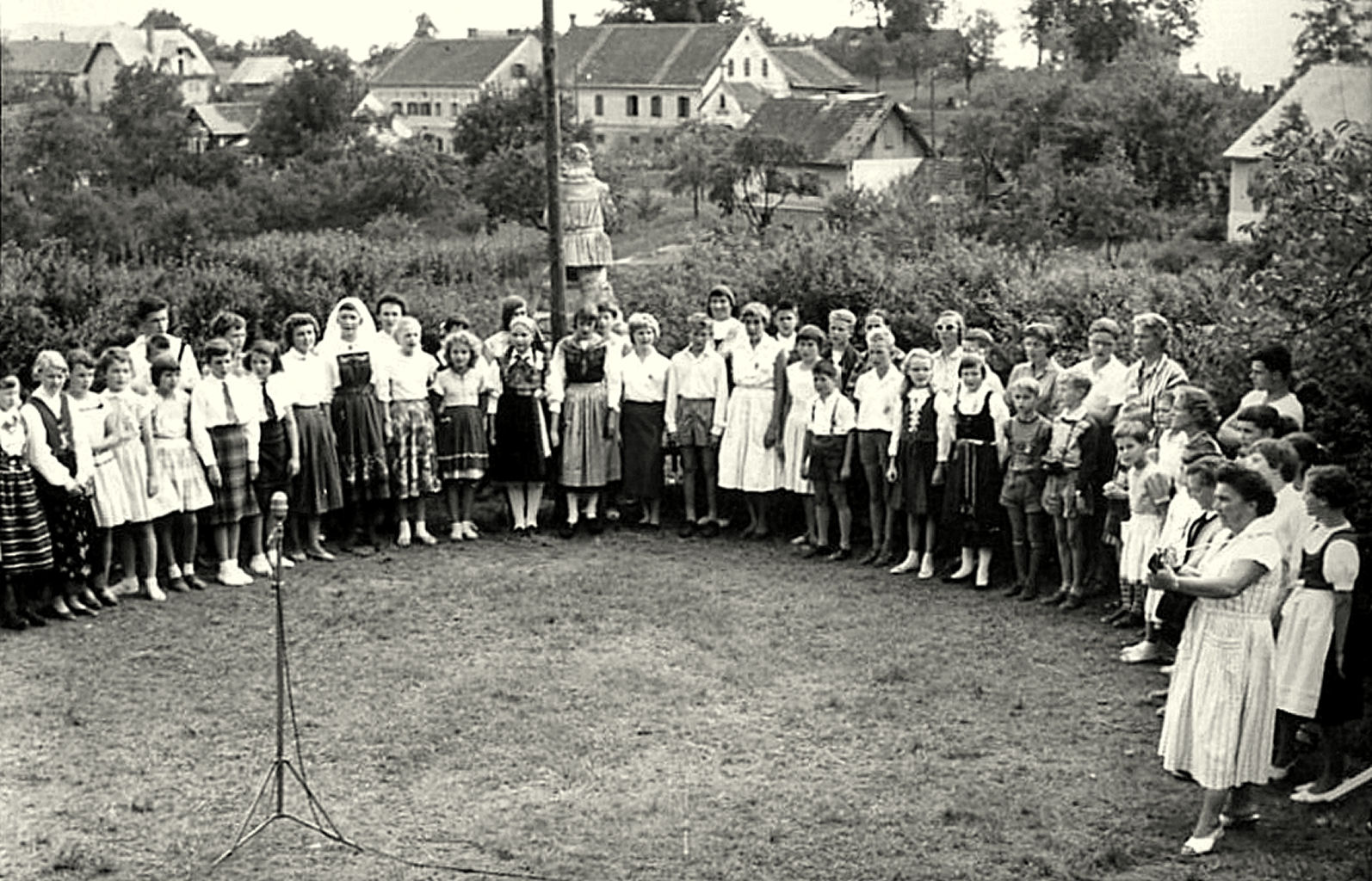
CISV Österreich 1958
Junior Branch